# N-methylmorfolin-N-oxid
N-methylmorfolin-N-oxid, zkráceně NMO nebo NMMO, je organická sloučenina, heterocyklický aminoxid, derivát morfolinu. Má využití v organické chemii, kde slouží jako kooxidant a katalyzátor oxidací oxidem osmičelým, jako jsou Sharplessovy asymetrické dihydroxylace, a ruthenistanem tetrapropylamonným. NMO je komerčně dostupný jako monohydrát, C5H11NO2·H2O, i v bezvodé podobě. Monohydrát slouží jako rozpouštědlo celulózy při výrobě lyocellových vláken.

## Použití

### Rozpouštědlo celulózy
Monohydrát NMMO rozpouští celulózu; této vlastnosti se využívá při výrobě lyocellových vláken. Po rozpuštění se celulóza zpětně vysráží přidáním vody, čímž vzniknou vlákna; proces se podobá výrobě viskózy, kde se celulóza stává rozpustnou po přeměně na xantáty. U NMMO se nepozměňuje složení celulózy a vytváří se stejnorodý roztok polymeru. Vzniklé vlákno se podobá viskóze. Po přidání vody se celulóza vysráží, proces je tak citlivý na přítomnost vody.
Ve většině ostatních rozpouštědel se celulóza nerozpouští, protože má silnou síť mezimolekulových vodíkových vazeb, která jsou vůči rozpouštědlům odolná. NMMO dokáže tyto sítě narušit; podobnou vlastnost má ještě několik dalších látek, například roztok chloridu lithného v dimethylacetamidu a některé hydrofilní iontové kapaliny.

### Rozpouštění skleroproteinů
NMMO má také využití při rozpouštění skleroproteinů. K rozpouštění dochází v místech, která jsou homogennější a obsahují zbytky glycinu a alaninu s menším podílem ostatních aminokyselin. Mechanismus, kterým NMMO rozpouští skleroproteiny, není dobře znám, funguje však i u jiných podobných sloučenin s amidovými vazbami, jako jsou hexapeptidy. NMMO, podobně jako u celulózy, narušuje vodíkové vazby amidů.

## Oxidační činidlo

Oxidace alkenu 0,06 ekvivalenty oxidu osmičelého a 1,2 ekvivalenty NMO ve směsi acetonu a vody 5:1.

NMO je, jako i jiné N-oxidy, oxidačním činidlem. Většinou se používá ve stechiometrických množstvích jako sekundární oxidant (kooxidant), který obnovuje primární (katalytický) oxidant po jeho redukci substrátem. Vicinální syn-dihydroxylace by například, teoreticky, měly vyžadovat stechiometrická množství toxického, těkavého a drahého oxidu osmičelého, který je však postupně obnovován NMO, což snižuje potřebné množství oxidu na katalytickou úroveň.